# دم سرد
دم سرد از نگاه انجمن فیلم نیو اورلئان در میان ده فیلم برتر سال ۲۰۱۷ جهان در کنار فیلم‌هایی چون مربع و شکل آب قرار گرفت. این فیلم اولین حضور بین‌المللی خود را با اکران در چهل و یکمین دوره Atlanta Film Festival آغاز کرد.

## خلاصه فیلم
مریم نامی دخترانه و نشان از نجابت در دنیای زنان است. مریم سی و چند ساله است و دخترانه به دنیا آمده، پسرانه بلوغ را رد کرده‌است و مردانه برای معاش هر روز را سخت سگ دو می‌زند.
کاش مریم نبود …

## بازیگران
- بیتا بادران در نقش مریم
- نادر نادرپور در نقش قاسم
- پریچهر ریالی در نقش نسرین
- مجید مظفری در نقش دکتر منصور
- یاسین رسولی در نقش رضا
- کیمیا ملایی در نقش رها
- حمیده براتی در نقش هما
- عزت‌الله رمضانی فر در نقش بابا رحیم

## عوامل فیلم
- نویسنده و کارگردان: عباس رزیجی
- تهیه‌کننده : عباس رزیجی
- مدیر فیلمبرداری: علی تبریزی
- تدوین: سهراب خسروی
- صداگذار و صدابردار: احمد صالحی
- منشی صحنه: فاطمه سیدی
- طراح صحنه، لباس و لوگو: عباس رزیجی

## یادداشت کارگردان
دنیا وسیع تر از آن است که تنها دو جنس زن و مرد را در خود داشته باشد و انسان پیچیده‌تر از آن است که به دو دسته زن و مرد تقسیم شود.
جهان امروز اجازه تقسیم‌بندی جنسیت برای انسان‌ها را ندارد و آن‌ها می‌توانند بدون داشتن برچسب زن و مرد زندگی کنند.
سؤال من این است که چرا فرهنگ و هنر برای این آزادی کار خارق‌العاده ای نکرده‌اند.

## جشنواره‌ها
- فیلم سینمایی «دم سرد» در بخش مسابقه فیلم‌های بلند چهل و یکمین جشنواره جهانی فیلم آتلانتا به نمایش درآمد. فستیوال آتلانتا از رویدادهای قدیمی سینمای جهان به‌شمار می‌رود که از تاریخ ۲۴ مارس تا ۲ آوریل ۲۰۱۷ در ایالت جورجیای آمریکا با حضور بزرگان سینمای جهان برگزار شد[۸]
- فیلم سینمایی «دم سرد» به تهیه‌کنندگی و کارگردانی عباس رزیجی در تازه‌ترین حضور جهانی ۲۹ آوریل ۲۰۱۷ در جشنواره جهانی فیلم لندن نمایش داده شد.[۹]
- فیلم سینمایی «دم سرد» در بخش مسابقه اصلی فستیوال سیاتل آمریکا نمایش داده شد. فستیوال سیاتل هر سال از تاریخ ۴ تا ۱۴ ماه مه(۱۴ تا ۲۸ اردیبهشت ماه) در شهر سیاتل ایالت واشینگتن برگزار می‌شود[۱۰]
- فیلم سینمایی «دم سرد» در بخش مسابقه فیلم‌های بلند داستانی جشنواره جهانی فیلم «ریجفیلد» رقابت کرد. جشنواره «ریجفیلد» در تاریخ ۱۹ تا ۲۱ می ۲۰۱۷ در شهر ریجفیلد ایالت کنتیکت کشور آمریکا برگزار شد و «دم سرد» نخستین فیلم بلند ایرانی بود که در این جشنواره نمایش داده شد.[۱۱]
- فیلم سینمایی «دم سرد» جشنواره «دریاچه ماموت» کالیفرنیا را به لیست فستیوال‌های آمریکایی اش اضافه کرد. سومین دوره این جشنواره از تاریخ ۲۴ لغایت ۲۸ ماه مه در ایالت کالیفرنیا برگزار شد.[۱۲]

این فیلم در بیشتر از ۵۰ فستیوال بین‌المللی حضور موفق داشته و جوایز بسیاری را نصیب سینمای ایران نموده‌است که از آن جمله می‌توان به جایزه بهترین فیلم بلند سینمایی از جشنواره ریجفیلد آمریکا (Ridgefield Independent Film Festival)، جایزه ویژه هیئت داوران از جشنواره دریاچه ماموت آمریکا (Mammoth Lake Film Festival)، جایزه بهترین فیلم بلند سینمایی از جشنواره کالت کلکته هندوستان (Calcutta International Cult Film Festival)، جایزه بهترین کارگردانی فیلم اول سینمایی از جشنواره اکشن آن فیلم آمریکا (Action On Film Festival)، جایزه بهترین بازیگر نقش اول زن از جشنواره سالنتو ایتالیا (Salento International Film Festival) و … اشاره نمود.
این فیلم در بخش مسابقه فیلم‌های سینمایی دومین جشنواره فیلم سلامت پذیرفته شد ولی در جدول اکران فیلم‌ها درج نگردید. دبیرخانه جشنواره علت این عمل را نداشتن پروانه نمایش اعلام کرد ولی با این حال حاضر شد که فیلم را در میان سایر آثار داوری نمایند. تهیه‌کننده این فیلم به دلیل احترام به مخاطبانی که انتظار دیدن دم سرد را داشتند از داوری و حضور فیلم در جشنواره انصراف داد.

## جوائز
- بهترین فیلم جشنواره ریجفیلد آمریکا[۱۳]
- بهترین فیلم خارجی زبان فستیوال بین‌المللی دریاچه ماموت[۱۴]
- بهترین فیلم بلند داستانی در فستیوال بین‌المللی کالت کلکته<ref>{{یادکرد وب|نویسنده=|کد زبان=|تاریخ=|وبگاه=|نشانی=http://www.irna.ir/fa/News/82629144%7Cعنوان=فیلم سینمایی «دم سرد» جایزه بهترین فیلم بلند فستیوال بین‌المللی «کالت کلکته» را از از ان خود کرد

جایزه بهترین بازیگر نقش اول زن از جشنواره سالنتو